# Метявичи (Солигорский район)
Метявичи (бел. Мяця́вічы) — деревня в Солигорском районе Минской области Беларуси. В составе Чижевичского сельсовета.

## География
Деревня расположена около автомобильной дороги Н-9645, пролегает дорога Н-9618.
Ближайшие населённые пункты Солигорск, Чижевичи и др.

### Гидрография
Река Случь. Солигорское водохранилище.

## История
С 1908 года в Погостской волости Слуцкого уезда Минской губернии.
В 1924—1964 годах центр Метявичского сельсовета. До 30 октября 2009 года деревня входила в состав Погостского сельсовета.

## Население

### Численность
- 2019 год — 139 жителей

### Динамика
- 1908 год — 855 жителей, 137 дворов (деревня); 73 жителей, 1 двор (имение)[2]
- 1999 год — 283 жителей (перепись населения)
- 2009 год — 204 жителей (перепись населения)[2]
- 2019 год — 139 жителей (перепись населения)

## Достопримечательность
- Курганный могильник на правом берегу Солигорского канала, 1 км к востоку от северной окраины деревни Метевичи Солигорского района —  Историко-культурная ценность Республики Беларусь, шифр 613В000532.

## Известные лица
- Маринич, Леонид Адамович (род. 1960) — государственный деятель.
- Крупский, Бонифатий Урбанович (1822—1903) — государственный деятель.